# Verbascum giresunense
Verbascum giresunense är en flenörtsväxtart som beskrevs av Hub.-mor.. Verbascum giresunense ingår i släktet kungsljus, och familjen flenörtsväxter. Inga underarter finns listade i Catalogue of Life.